# Ізраїльська Кремнієва Долина

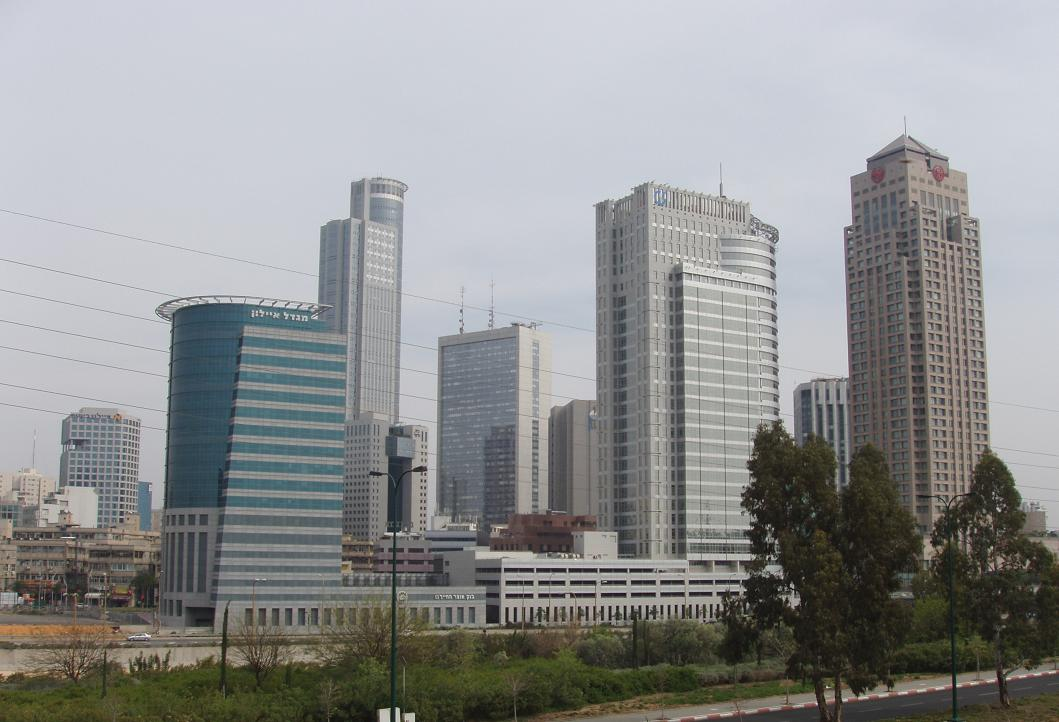
Діамантовий район в Рамат-Гані

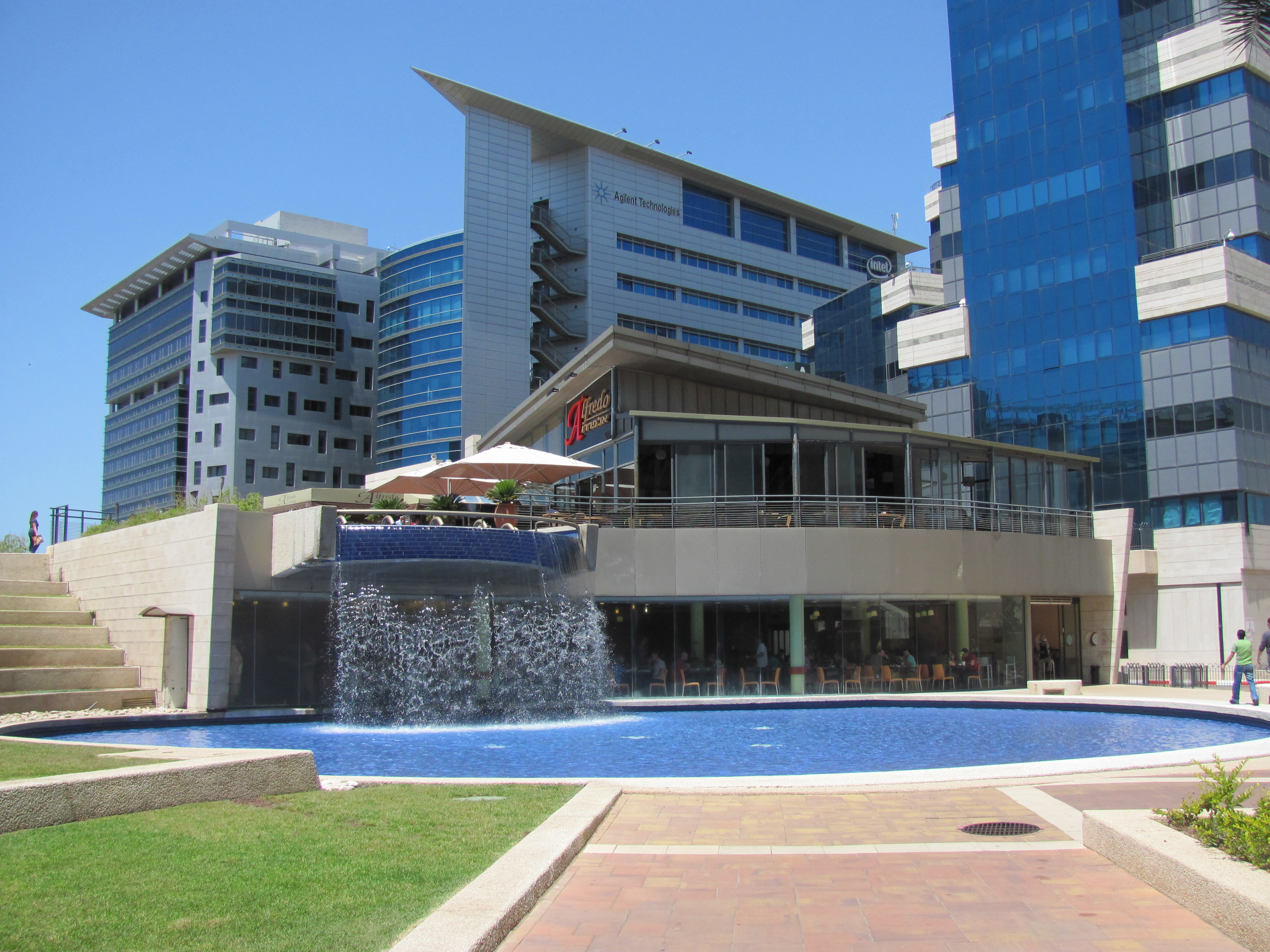
Azorim хай-тек парк в Петах-Тіква

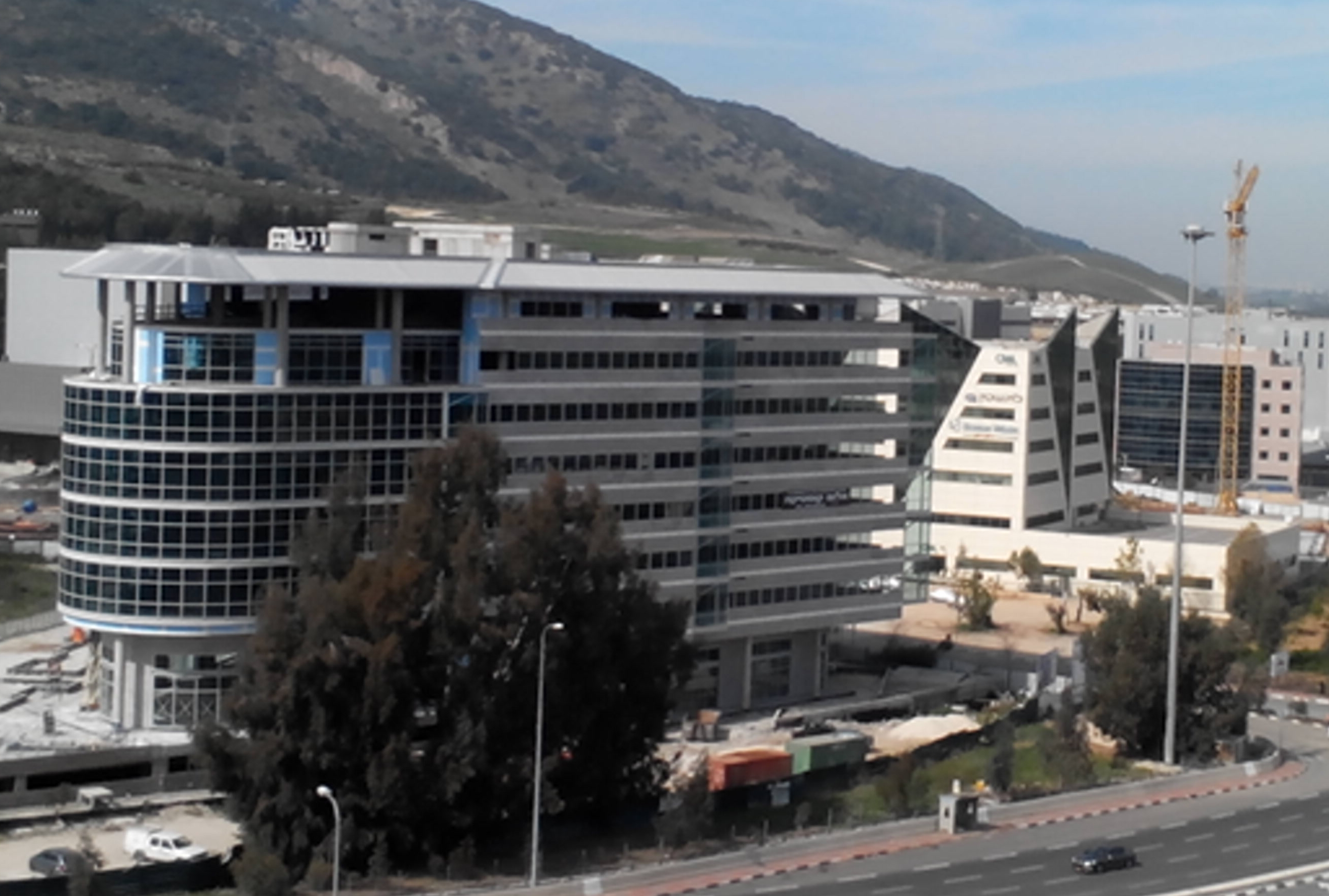
Йохнем містечко в долині

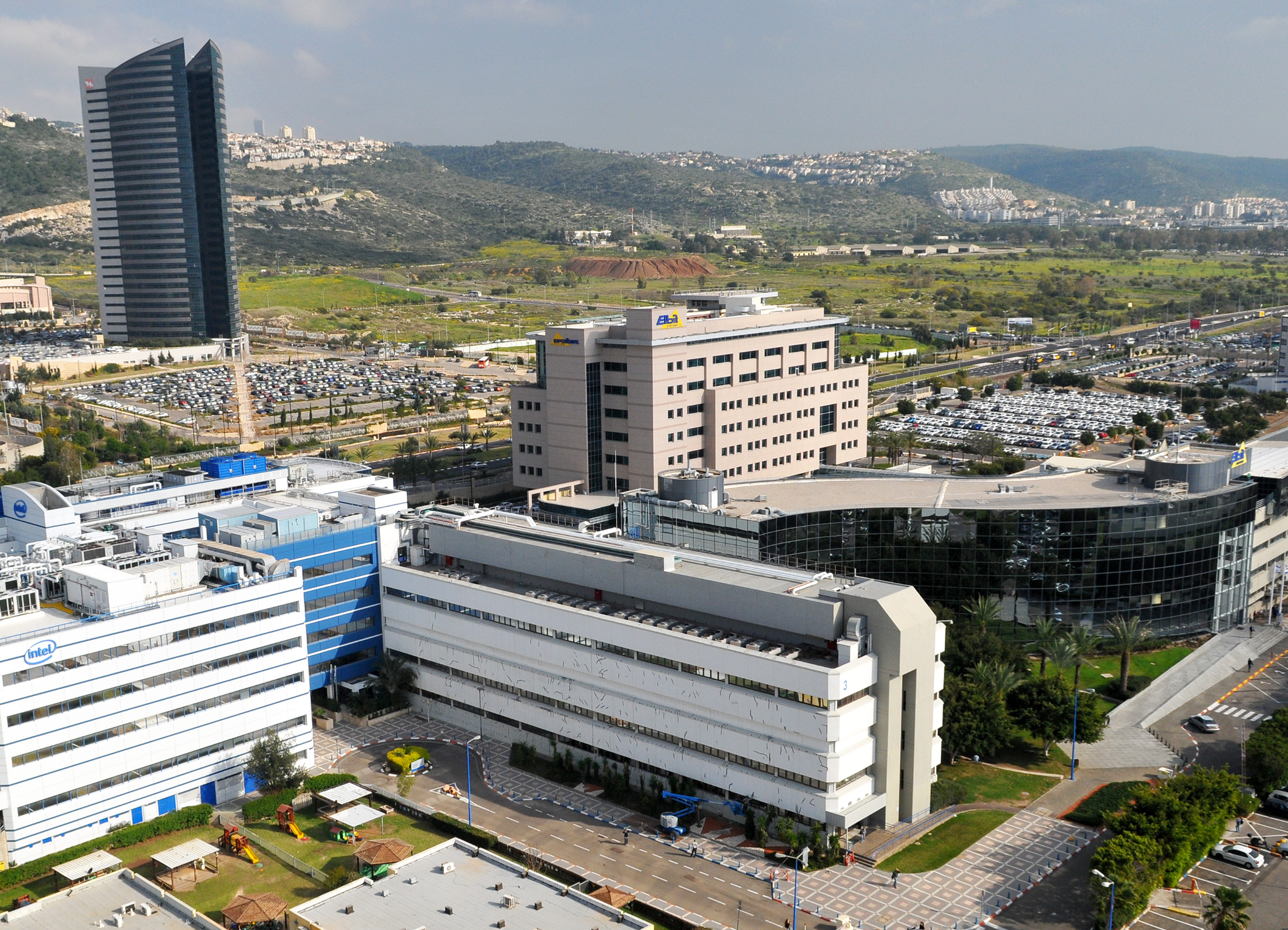
Матам Хай-тебе парк, що знаходиться в Хайфі

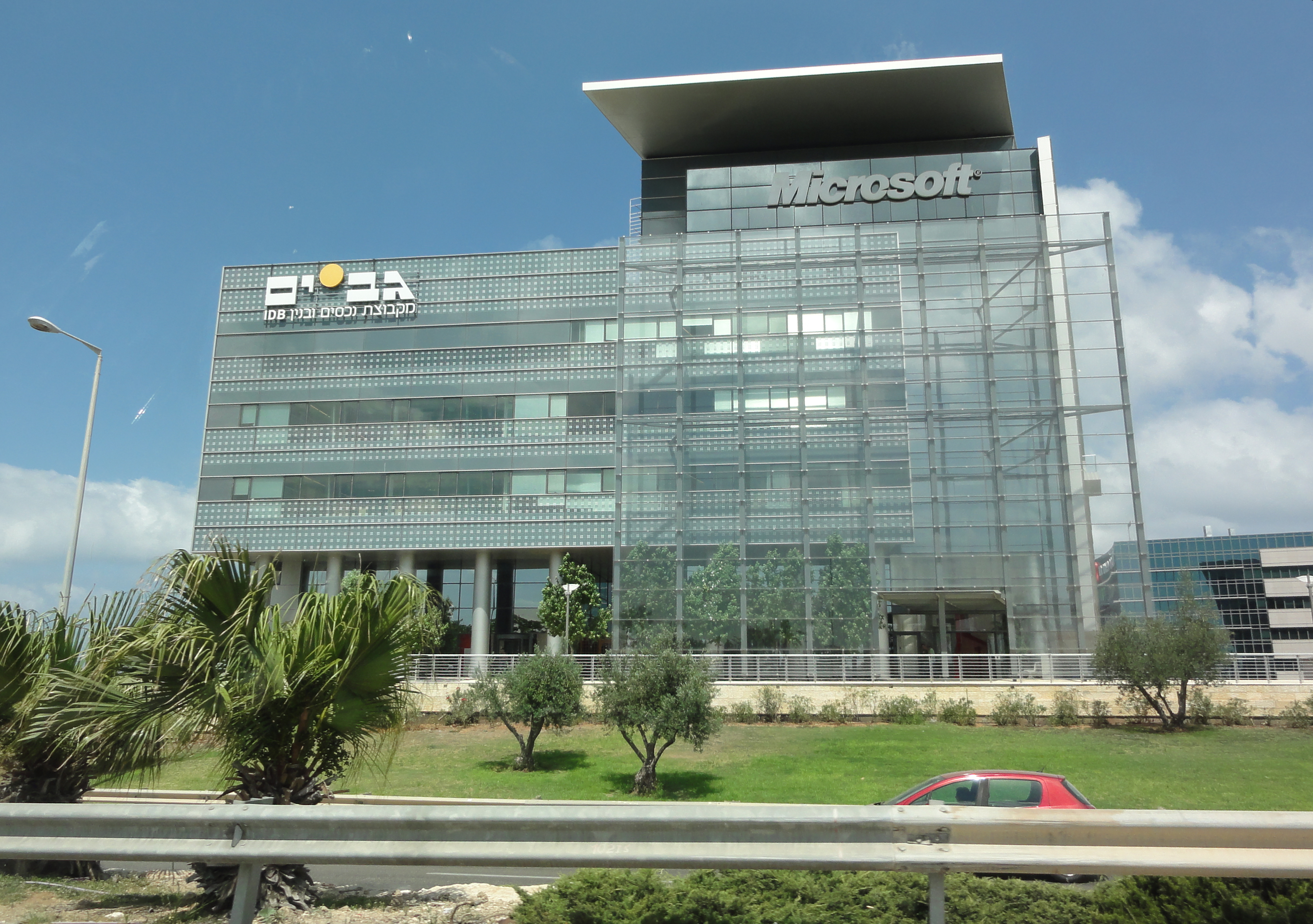
Будівля Microsoft в Герцлії

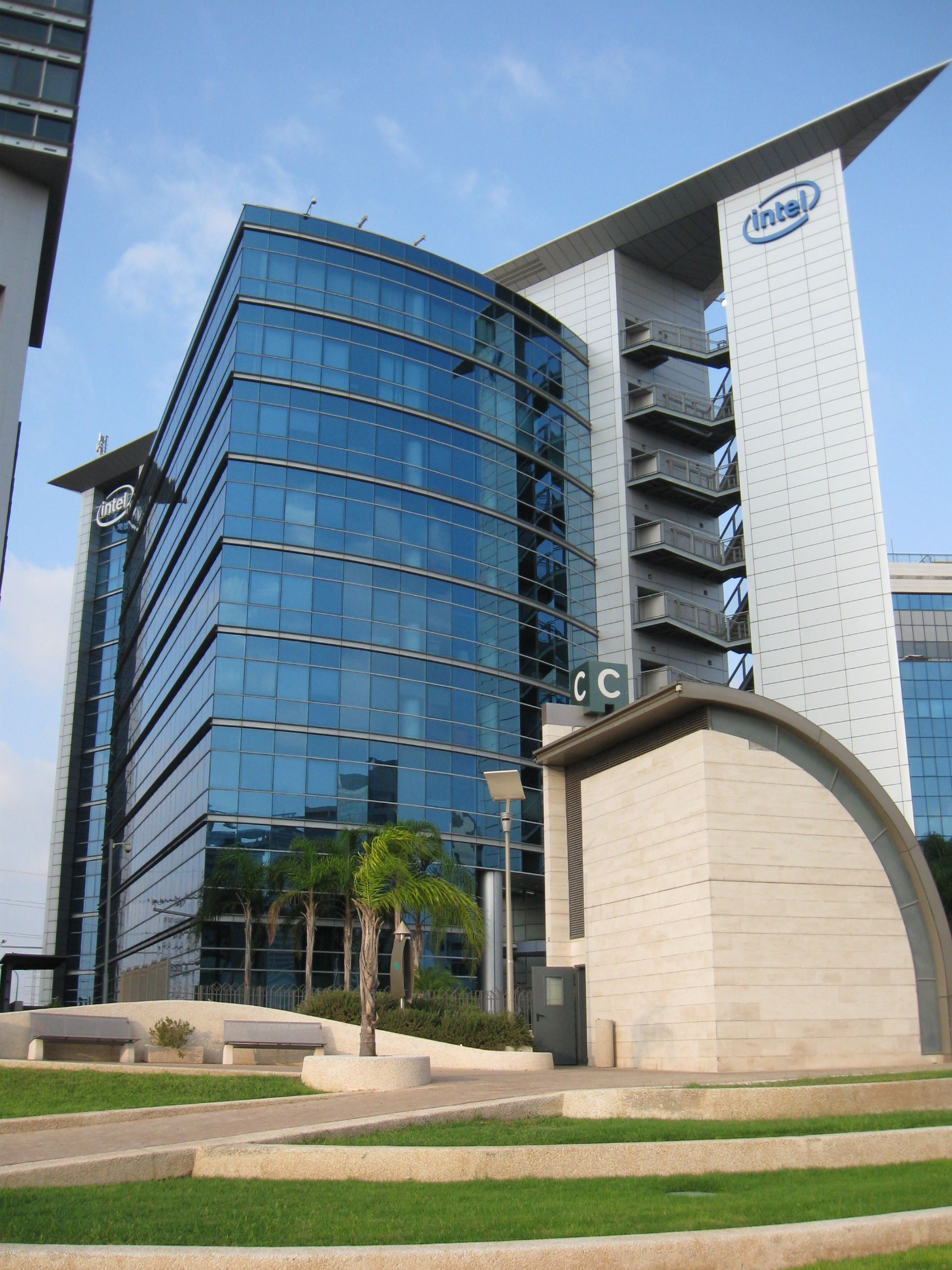
Intel Будівля яка розташована в Петах-Тікві

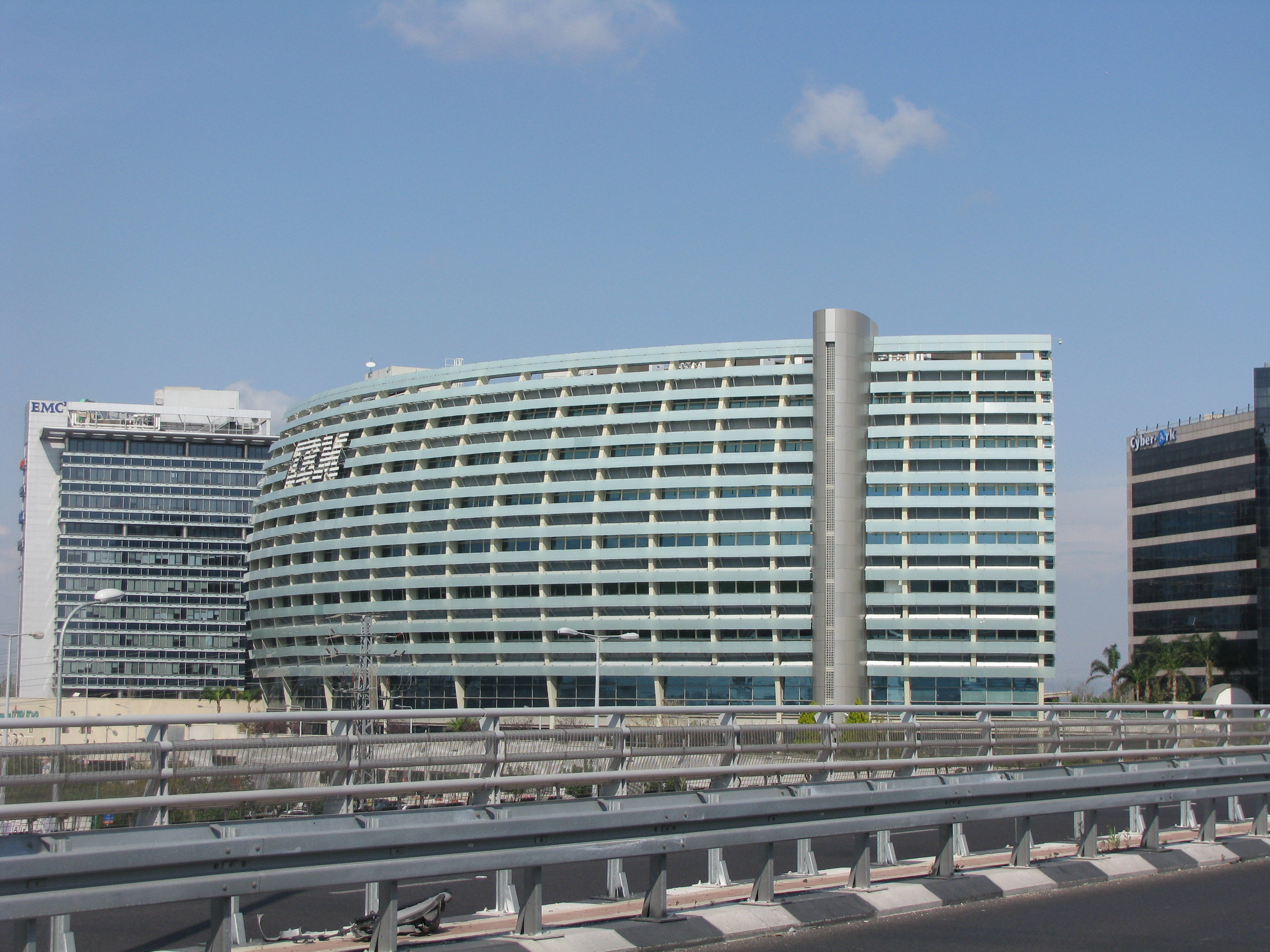
IBM Будівля яка знаходиться в Петах-Тікві

Silicon Wadi або «Ізраїльська Кремнієва Долина» (івр. סיליקון ואדי, lit) це район з високою концентрацією високотехнологічних компаній на прибережній рівнині узбережжя Ізраїлю, подібний до Силіконовій долині у США штату Каліфорнія, і що є причиною того, щоб в Ізраїлі називати її подібною до аналога. Високотехнологічні компанії охоплюють більшу частину території країни, хоча особливо висока концентрація високотехнологічної промисловості розташовується в районі Тель-Авіві, включаючи невеликі скупчення навколо міст Раанана, Петах-Тіква, Герцлія, Нетанья, академічне місто Реховат та його сусід Рішон-ле-Ціон. Крім того, високотехнологічні будівлі та райони можна помітити в Хайфі і Кесарії. У Єрусалимі та в містах, таких як Йоханес Іліт.

## Походження терміна
Silicon Wadi або ж Ізраїльська Кремнієва Долина це сатиричне сполучення слів на основі американського аналога Кремнієва долина Каліфорнії та «Ваді» — це арабське слово що позначає долини або сухі русла річок, також широко використовується в розмовному івриті.

## Історія
Хай-тек фірми в Ізраїлі почали відкриватися приблизно у 1960 році. У 1961 був заснований ECI Telecom, а потім в 1962 році Tadiran і Elron Electronic Industries, це були початком нової ери високих технологій в Ізраїлі Кількість міжнародно успішних фірм Ізраїлю росла повільно, з кожним роком лише до однієї або двох нових успішних фірм до початку 1990-х років. Motorola була першою корпорацією США яка створила дослідницький підрозділ в Ізраїлі в 1964 році.
Центр спочатку розробив бездротові продукти, включаючи дистанційні системи зрошення та пізніше розроблені провідні чипи, такі як 68030. Після ембарго на постачання зброї в 1967 році в Ізраїль останній в свою чергу був змушений розвивати вітчизняну військову промисловість, зосереджуючи увагу на технологічній перевазі над сусідами арабами. Деякі з цих фірм згодом переорієнтувалися на мирне використання технологій та стали доволі успішними. У 1970-х селилися в різноманітні галузі комерційні інновації, багато з яких базувались на військових дослідженнях та інноваційних розробках, включаючи: Scitex і Elscint, яка розробила інноваційні медичній сфері і стала провідною компанією на своєму ринку.
Високі технології продовжували завойовувати ринок протягом цього періоду пробували залучити маркетинг до фірм та розробляли різноманітні продукти, такі як міні-комп'ютер, розроблений в 1970-х роках Elbit Systems, який не зміг успішно стати комерціалізованим продуктом так було і з багатьма іншими продуктами

### Зниження світового ринку програмного забезпечення
Повільно, міжнародна обчислювальна промисловість перемістила акцент з апаратного забезпечення (в якому Ізраїль не мав ніяких порівняльних переваг) до програмних продуктів (у яких людський капітал відіграє більшу роль).
Ізраїль став однією з перших країн, що ефективно конкурували на світових програмних ринках. До 1980-х рр. розвинувся збільшилася кількість різноманітних програмних фірм. Кожна знайшла ніші, яким не могли конкурувати з американські фірми, але між тим у 1984 та 1991 роками «чистий» експорт програмного забезпечення країни збільшився з 5 до 110 мільйонів доларів. Багато важливих ідей тут були розроблені випускниками Mramram — ізраїльського комп'ютерного корпусу, створеного в 1960-х роках Силами оборони Ізраїлю. У 1980-х і на початку 1990-х років з Ізраїлю виникли декілька успішних програмних компаній таких як: Amdocs (заснована в 1982 році як Aurec Information), Cimatron (заснована в 1982 році), Magic Software Enterprises [1983], Comverse (заснована в 1983 році як Efrat Future Technologies), Aladdin Knowledge Systems (створена в 1985 році), NICE Systems (заснована в 1986 році), Mercury Interactive (заснована в 1989 р.) та  Check Point Software Technologies (створена в 1993 р.).
1990-ті роки почався справжній зліт високотехнологічних виробництв в Ізраїлі, причому увага міжнародних ЗМІ підвищила обізнаність про інновації в країні. Шалений зріст, почався в той час як нові іммігранти з Радянського Союзу збільшили кількість високотехнологічної робочої сили. Розвитку промисловості посприяли і мирні угоди, у тому числі 1993 Угоди в Осло які збільшили інвестиційне середовище, і Silicon Wadi почав розвиватися на помітно кращому високотехнологічному рівні.

### Dot-comівський бунт
У 1998 році Mirabilis, Ізраїльська компанія, яка розробила програму ICQ миттєвих повідомлень, і принесла революційні зміни у зв'язок через Інтернет. Її було придбано компанією America Online (AOL) за 407 мільйонів доларів США готівкою, через 18 місяців після її заснування та без надходжень. У цей період безкоштовна служба залучила 15 мільйонів користувачів, і до 2001 року в ICQ було більше 100 мільйонів користувачів по всьому світу.
Успіх Mirabilis викликав точка-комм буму в Ізраїлі; у 1998—2001 рр. було створено тисячі початківців, а в 1999 р. ізраїльські компанії сягнули 1851 млн доларів, досягнувши в 2000 р. до 3 701 млн доларів. Більше п'ятдесяти ізраїльських компаній мали початкове публічне розміщення на NASDAQ та інших міжнародних фондових ринках протягом цього періоду.

### Silicon Wadi сьогодення
Понад 50 років місцевий попит давав розвиток промисловості Ізраїлю, оскільки населення країни швидко росло, і рівень життя теж зростав. Зовсім недавно світовий попит на ізраїльські передові технології, програмне забезпечення, електроніку та інше складне обладнання стимулювали зростання промисловості. Високий статус Ізраїлю в нових технологіях є результатом його пріоритетного розвитку вищої освіти та наукових дослідженнях та розробках. Культурні чинники, що сприяють розширенню, включають хуцпу явище швидкої адаптації та кращого пристосування, певний різновид авантюризму та відкритість до імміграції. Уряд завжди допомагав у розвитку промисловості впроваджуючи низькі податки та це в свою чергу допомагали рости і бюджету, коли фірм стало багато а отже кількість податків зросла. Сьогодні основними обмежувачами промисловості є дефіцит вітчизняної сировини та джерел енергії та обмежений розмір місцевого ринку. Одна з переваг полягає в тому, що багато випускників ізраїльських університетів, швидше за все, стануть ІТ-підприємцями або приєднаються до стартапів, у вдвічі більше, ніж випускники американських університетів, які також залучаються до традиційних корпоративних керівних посад. ICQ, наприклад, є одним із найвідоміших ізраїльських програмних продуктів, розроблена 4 молодими підприємцями. IBM має свою команду з розробки IBM Content Discovery в Єрусалимі, яка є частиною цілого IBM R&D Labs in Israel.

### Генеологічні дослідження
За даними дослідження, проведеного професором Шмуелем Еллісом, головою кафедри управління в Управлінні факультету Тель-Авівського університету, спільно з проф. Ізраїлем Дрорієм з Школи ділового адміністрування в коледжі менеджменту та професором Цюра Шапіра, кафедра управління та організацій у Нью-Йоркського університету, RAD Group, заснована в 1981 році братами Єгудою та Зогаром, була «найвірнішим підґрунтям» для створення ізраїльських нових підприємств, випустивши 56 «серійних підприємців», які заснували більше одного стартапу. RAD Group «випускники» були відповідальні за створення в цілому 111 важливих високотехнологічних проектів.

## Місце розташування

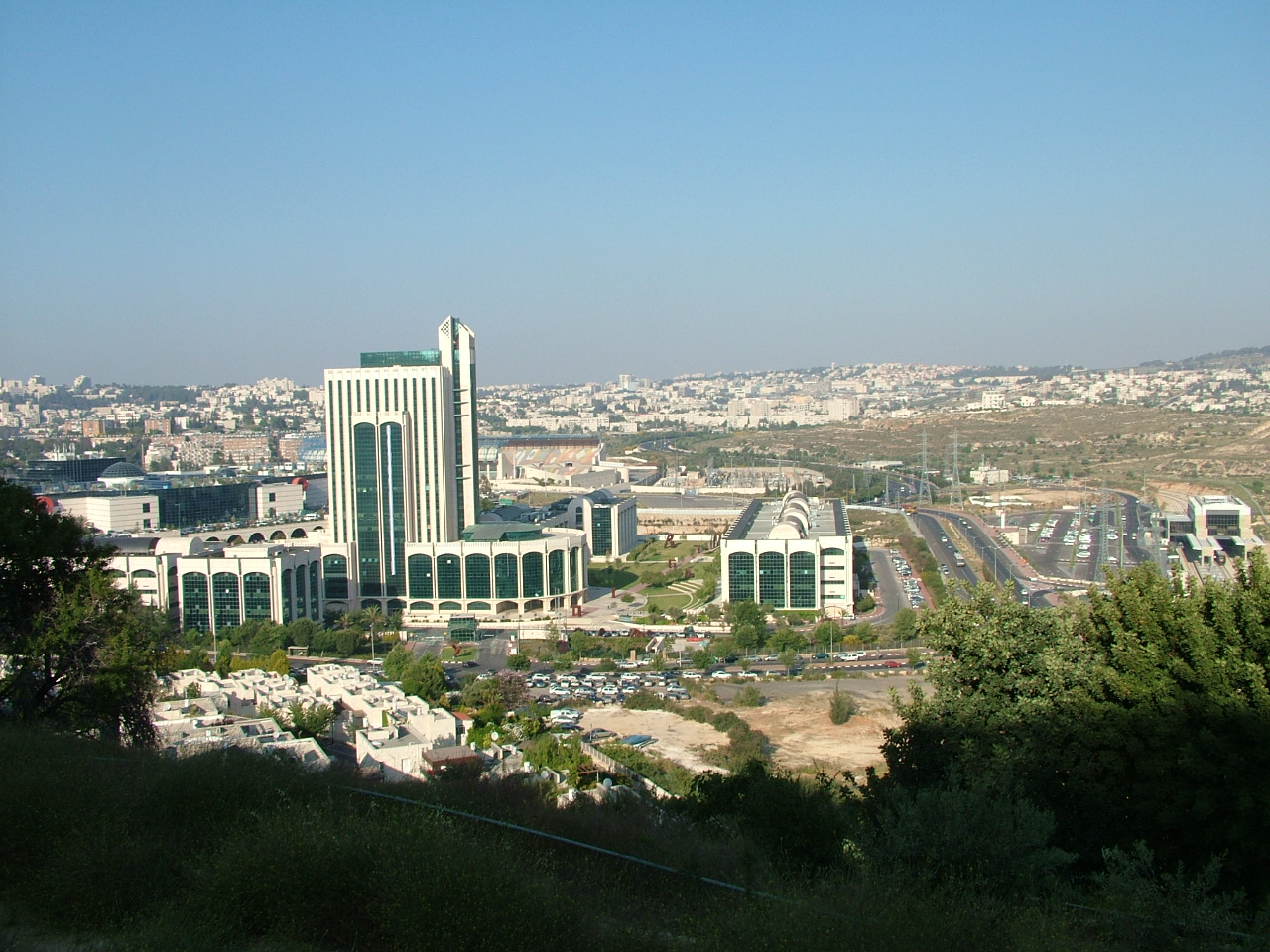
Єрусалимський технологічний парк

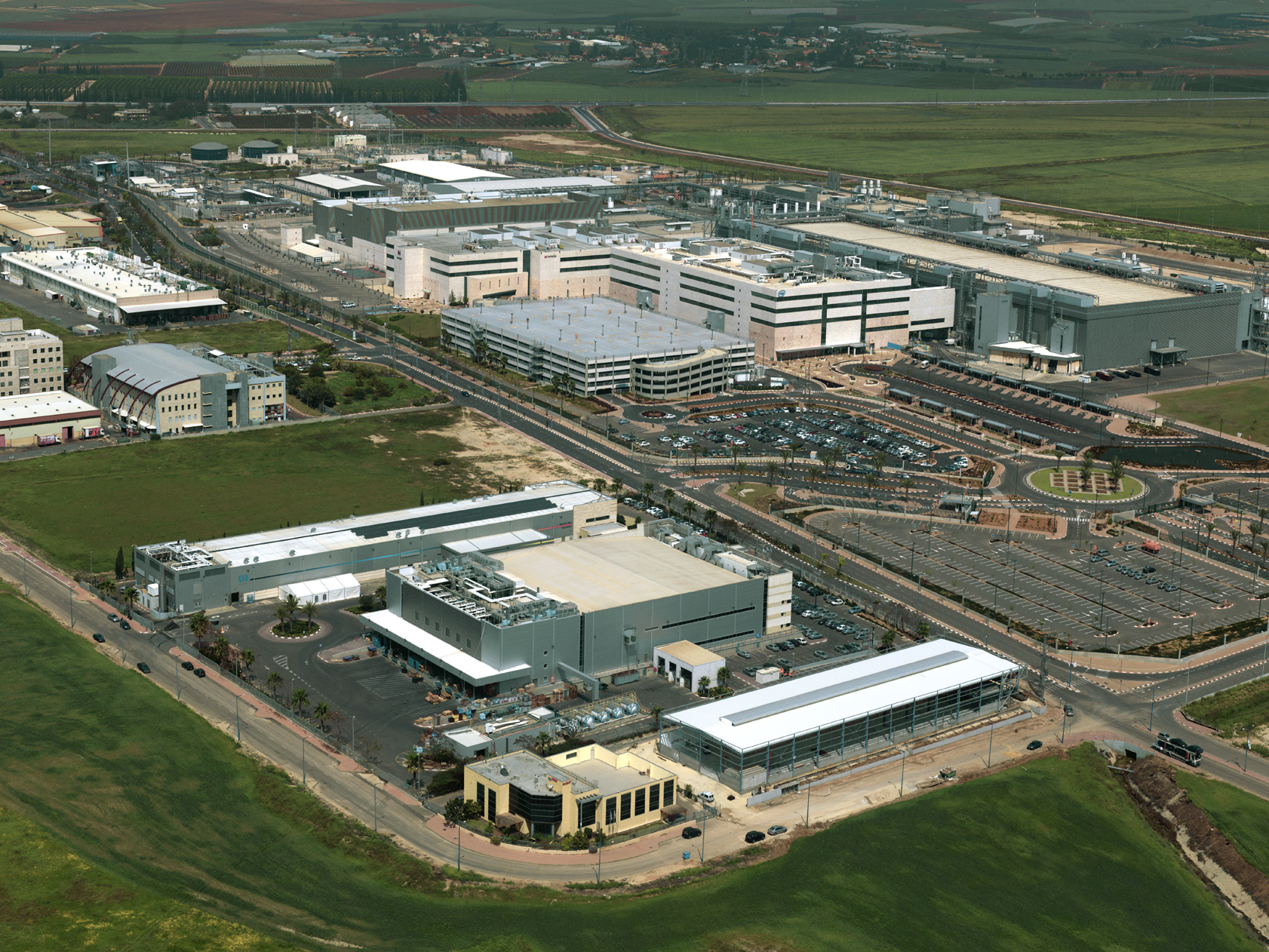
HP,
Intel та Micron виробничі заводи Кір'ят-Гат

Через невеликий розмір Ізраїлю, концентрація високотехнологічних фірм на більшій частині країни достатня для того, щоб визнати її однією великою групою. Більша частина активності розташована в густонаселених районах столиці Тель-Авів, Хайфа (Матам) та Єрусалиму (Технологічний парк, Мальха, Har Hotzvim і JVP Media Quarter в Тальпір) і Startup Village Ecosystem в районі Yokneam, Додаткова діяльність включає в себе коридор у Беер-Шева, включаючи Кір'ят-Гат і Західну Галілею. У цілому це загальна площа не більше 6000 квадратних кілометрів, половина розширеної географічної зони Кремнієвої долини.

## Економіка
Багато міжнародних технологічних компаній мають дослідницьких та розвиткові підприємства у регіоні, включаючи такі компанії як Intel, IBM, Google, Facebook, Hewlett-Packard, Philips, Cisco Systems, Oracle Corporation, SAP, BMC Software, Microsoft, Motorola та CA. Багато ізраїльських хай-тек компаній також розташовані в регіоні, включаючи Zoran Corporation, CEVA, Inc., Aladdin Knowledge Systems, Mellanox, NICE Systems, Horizon Semiconductors, RAD Data Communications, RADWIN, Radware, Tadiran Telecom, Radvision, Check Point Software Technologies, Amdocs, Babylon Ltd., Elbit Systems, Israel Aerospace Industries також деякі фірми займаються дизайном і виробленням сонячного теплового обладнання такі як Solel, більшість з них перераховані на NASDAQ, який навіть має Ізраїльський індекс. Intel розробила свій процесор dual-core Core Duo в його Центрі розвитку Ізраїлю, розташованому в «Merkaz Ta'asiya ve'Meida» ([Matam, Haifa Matam — Науковому центрі у місті Хайфа. У 2006 році в Ізраїлі було створено більше 3 тисяч стартап-компаній, число яких займає друге місце після США. Newsweek Magazine також назвав Тель-Авів як одне з тих міст які входять у топ 10 «Бисторрзвиючихся Хай-Тек міст». У 1998, Тель-Авів був названий видавництвом Newsweek одним з 10 найбільш технологічно розвинутих міст в світі. У 2012, Місто було також названо одним з кращих місць для компаній-початківців з високотехнологічним бізнесом, розмістивши його на другому місці за після Кремнієвої долини.

### Важливість
Важливість Silicon Wadi вперше була визнана міжнародним журналом Wired, надаючи ізраїльському високотехнологічному кластеру такий ж рейтинг, як і Бостону, Гельсінкі, Лондону, і Kista у Швеції, та ставлячи його на друге місце порівняно до Кремнієвої долини в США.

### Сектори
- Кластери програмних компаній, які отримують монетизацію від «вільного» завантаження програмного забезпечення від adware або змінюють системи користувачів, які були дубльовані Download Valley.[20][21]

## Ізраїльська венчурно-капітал індустрія

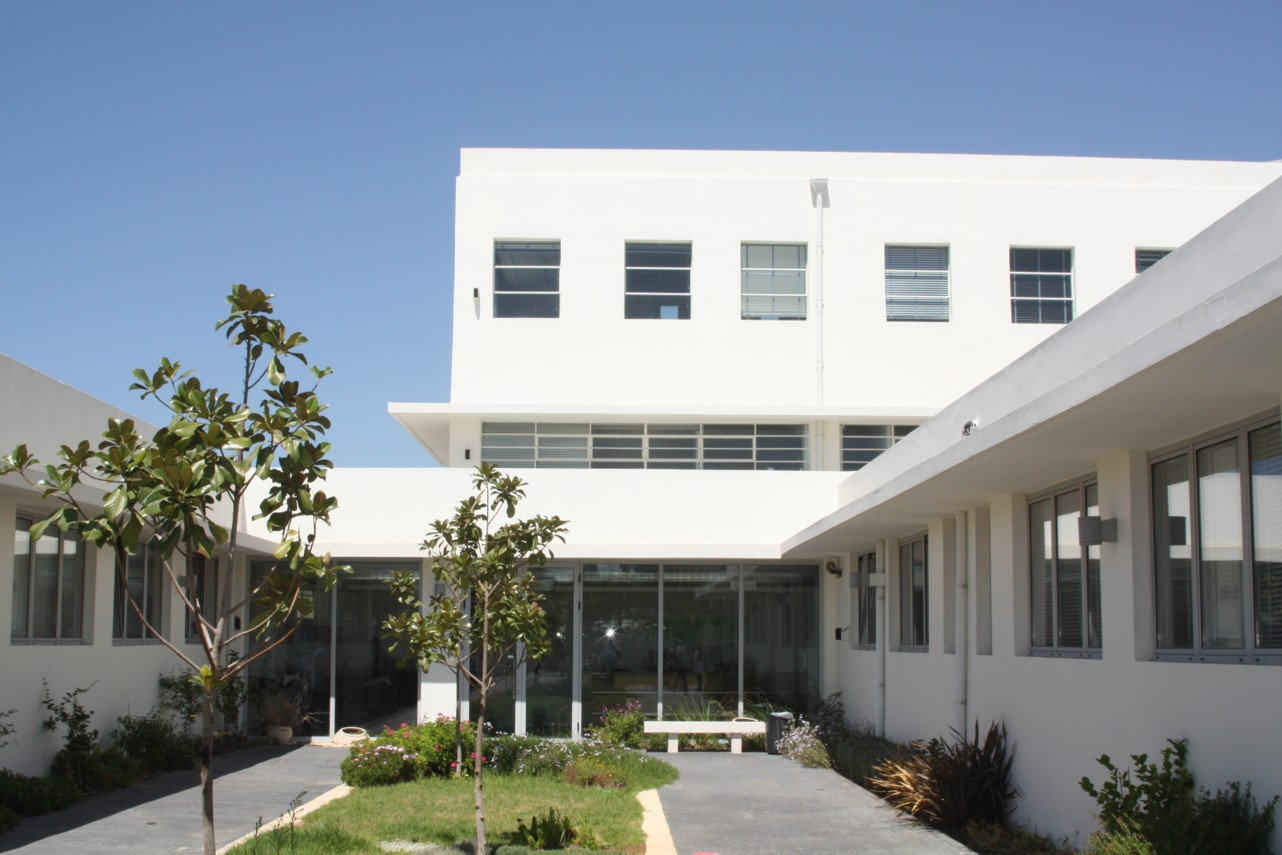
Jerusalem Venture Partners (JVP) розташована в Єрусалимі, одна з найбільших фірм по венчурному карта Ізраїлю.

Витоки нині процвітаючої індустрії венчурного капіталу в Ізраїлі можна простежити з ініціативи уряду 1993 р., Названу програмою Йозм («Ініціатива» на івриті); який пропонував привабливі податкові пільги для будь-яких іноземних венчурних капіталовкладень в Ізраїль та запропонував подвоїти будь-які інвестиції за рахунок коштів уряду. Як результат, між 1991 та 2000 роками витрати Ізраїлю на виплати венчурного капіталу, зросли майже в 60 разів — з 58 млн до 3,3 млрд доларів; компанії, запущені ізраїльськими венчурними фондами, зросли з 100 до 800; а доходи Ізраїлю від інформаційних технологій зросли з 1,6 млрд до 12,5 млрд доларів. З 1999 року Ізраїль займає друге місце лише у Сполучених Штатах, де частка приватного капіталу вкладена у частку ВВП. І це призвело у світі до частки зростання ізраїльських венчурних капіталів, пов'язаного з високотехнологічними підприємствами на 70 відсотків.
Процвітаюча венчурна промисловість Ізраїлю відіграла важливу роль у фінансуванні та капіталовкладеннях до Silicon Wadi. фінансова криза 2007—2010 рр. вплинула на наявність венчурного капіталу на місцях. У 2009 році на ізраїльському ринку було 63 злито та поглинено фірм загальною вартістю 2,54 млрд дол США; На 7 % нижче рівня 2008 року ($ 2,74 млрд.), Коли 82 ізраїльські компанії були об'єднані або придбані та 33 % менше, ніж у 2007 році ($ 3,79 млрд.), Коли 87 ізраїльських компаній були об'єднані або придбані.
Численні новостворені технології ізраїльських компаній були придбані глобальними корпораціями для забезпечення надійного та якісного корпоративного персоналу.
Інвестиційна галузь венчурного капіталу в Ізраїлі налічує близько 70 активних фондів венчурного капіталу, з них 14 міжнародних VC із ізраїльськими офісами. Крім того, існує близько 220 міжнародних фондів, у тому числі Polaris Venture Partners, Accel Partners і Greylock Partners, які не мають філій в Ізраїлі, але активно інвестують в Ізраїль через внутрішніх фахівців.
У 2009 році сектор біологічного розвитку очолив ринок з 272 мільйонів доларів або 24 % загального заробленого капіталу, а потім сектор Програмного забезпечення з 258 мільйонів доларів або 23 %, далі іде сектор комунікацій з 219 млн доларів США 20 %, та Інтернет сектор з 13 % капіталу, залучених у 2009 році.

## Міжнародні фірми присутні в Долині
Існує більше ніж 250 R&D фірм -центрів в Ізраїлі, які перебувають у власності транснаціональних компаніях.

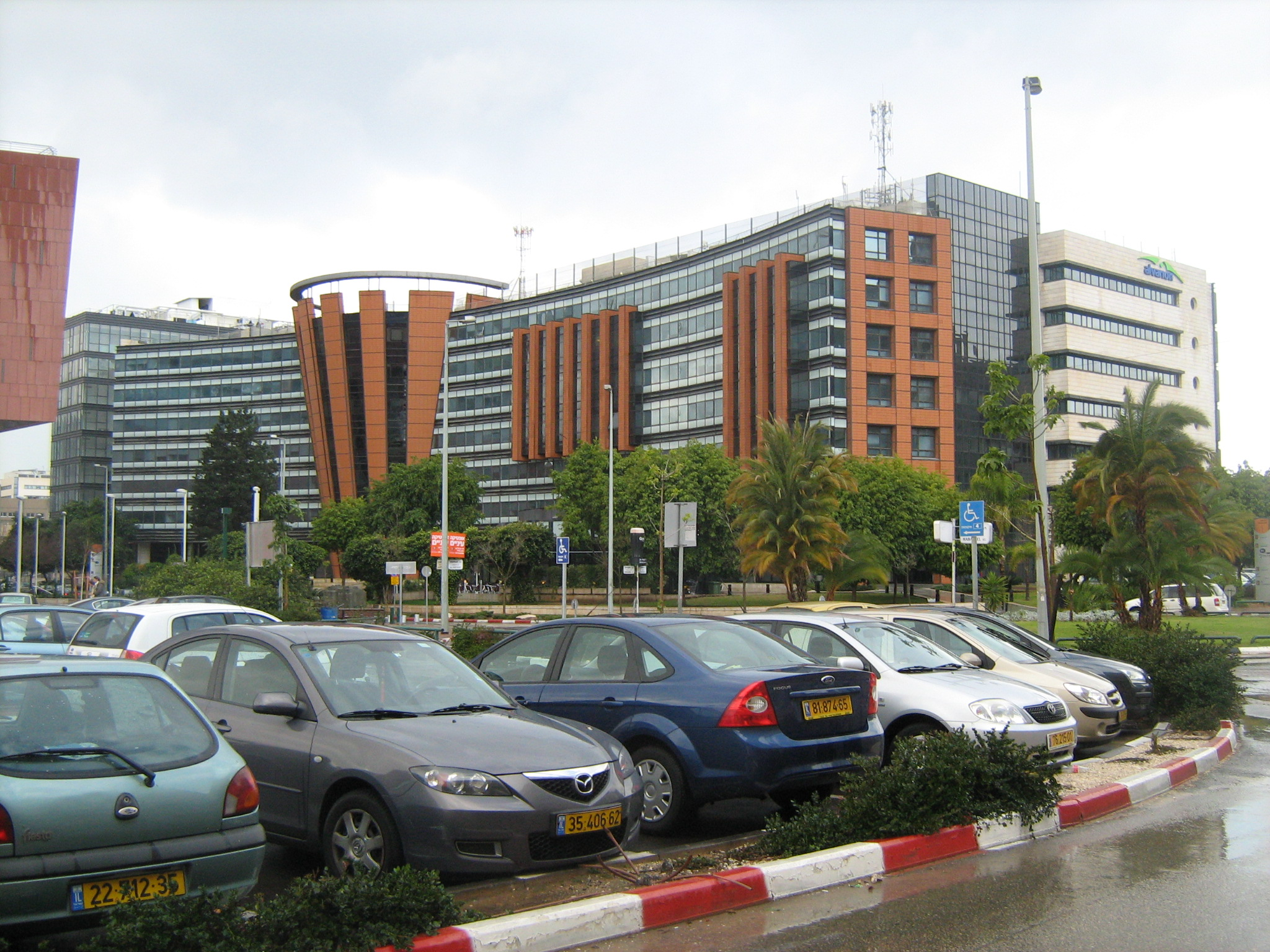
Ewer ha-Jarkon

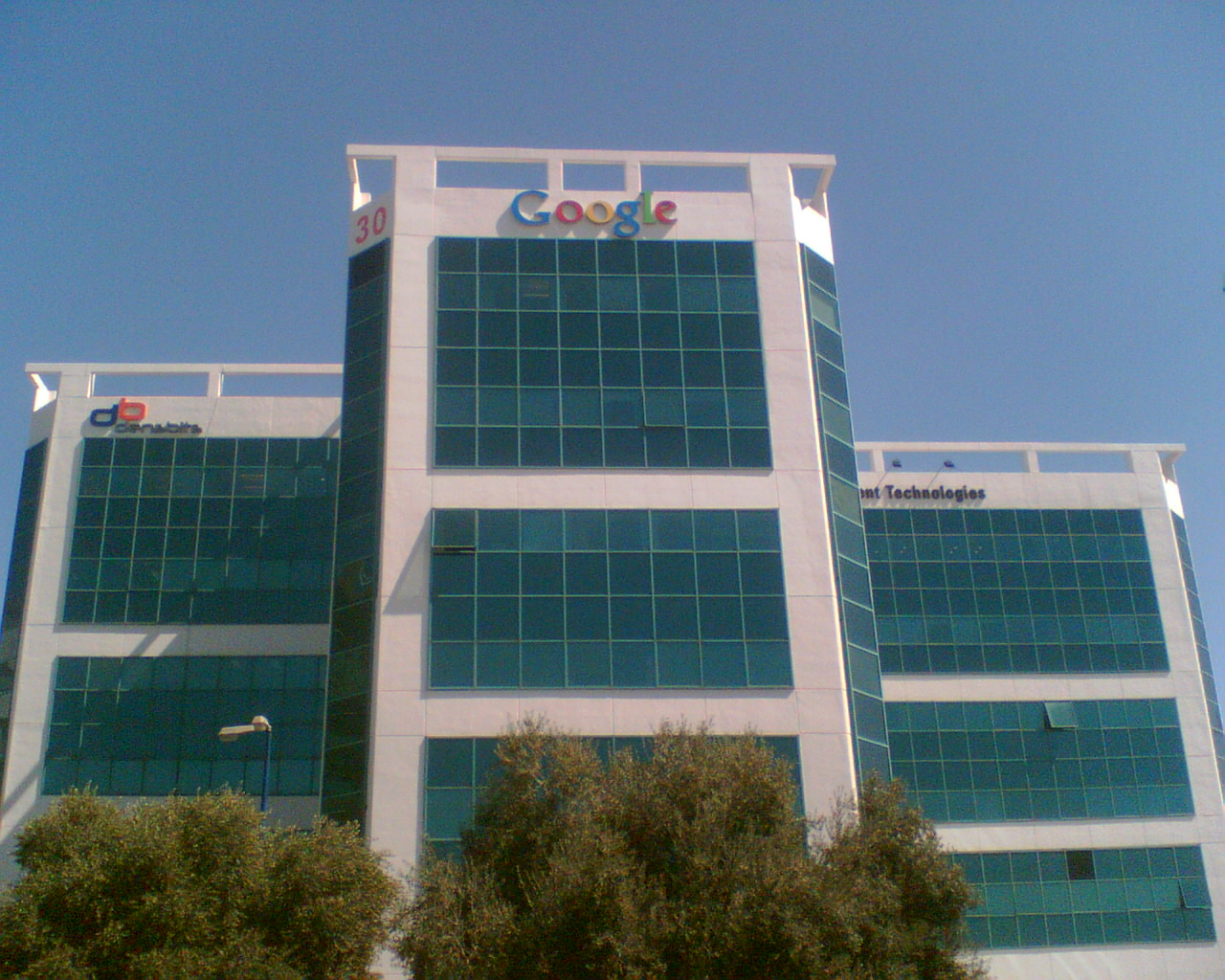
Google центр розвитку Матаї, Хайфа

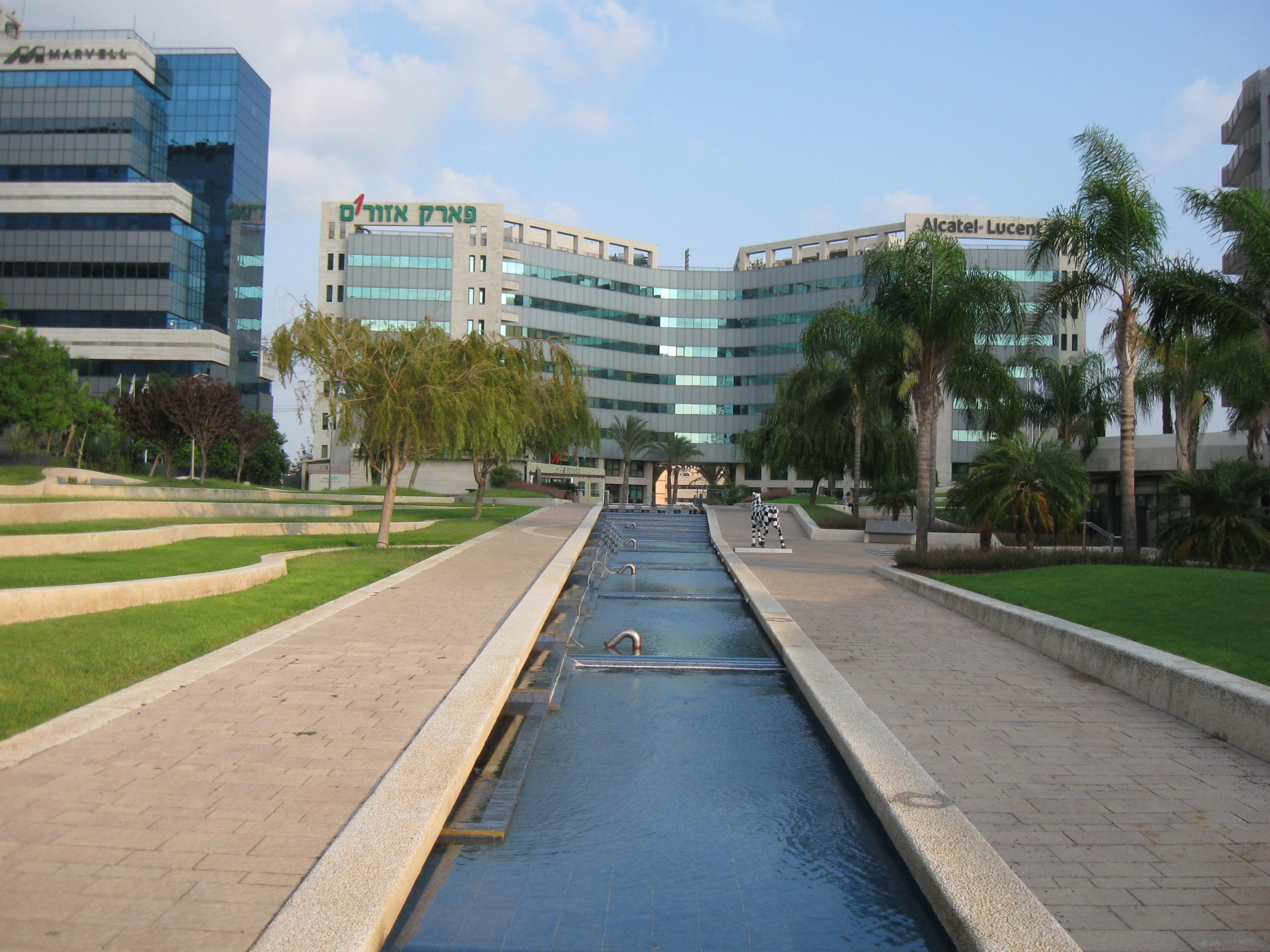
Alcatel-Lucent центр розвитку Azorim technology парк

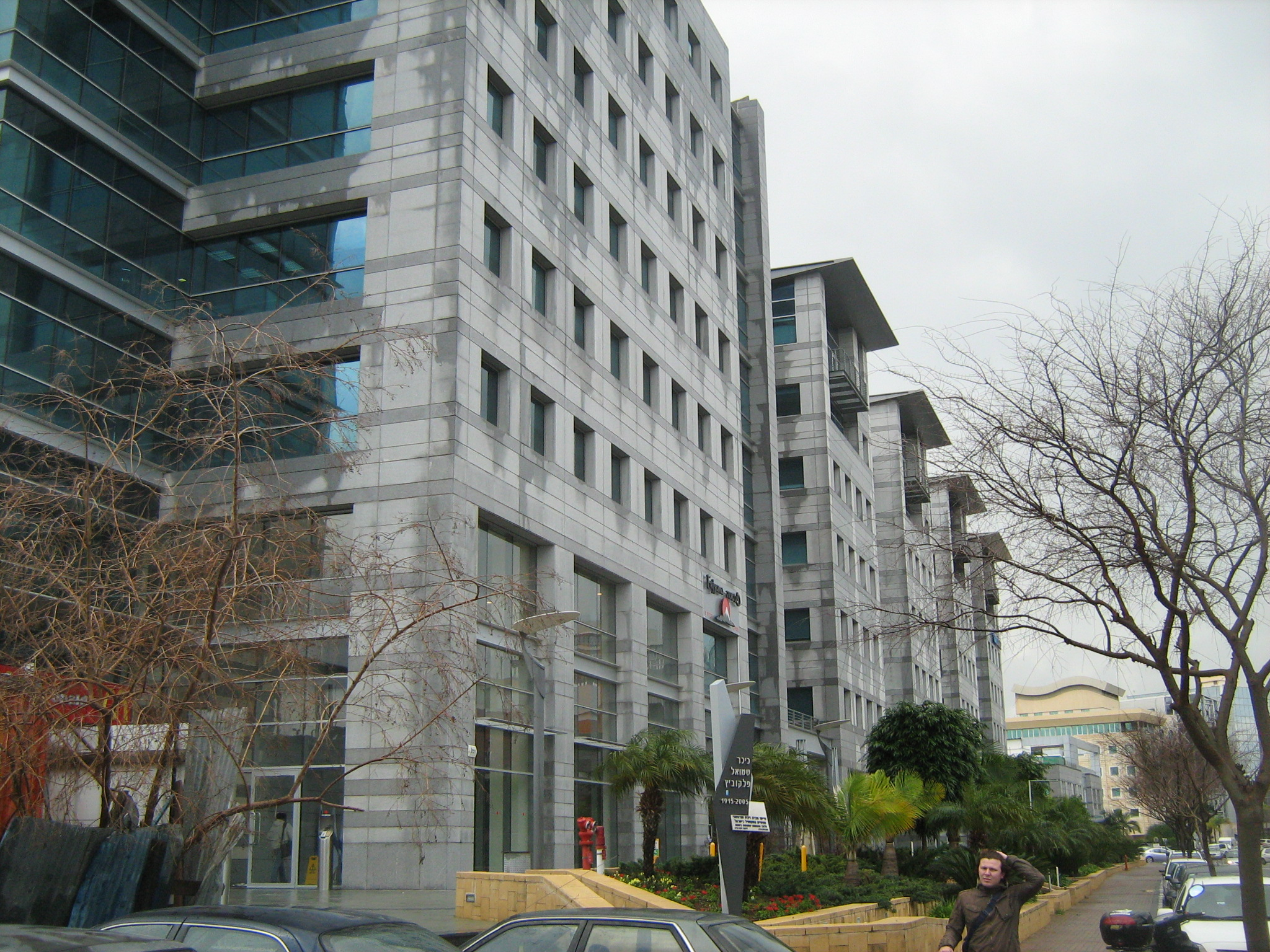
BMC Software центр розвитку розташований в Тель-Авіві

| Компанія                        | Країна          | Сектор                        | Великі придбання та інвестиції |
| ------------------------------- | --------------- | ----------------------------- | --- |
| 3M                              | США             | Електроніка                   | Attenti |
| Alcatel-Lucent                  | Франція         | Телекомунікація               | LANNET, Chromatis Networks, Mobilitec |
| Alibaba                         | КНР             | Інтернет                      | Infinity, Twiggle |
| Amazon                          | США             | Інтернет                      | Annapurna Labs |
| AOL                             | США             | Інтернет                      | 5min Media |
| AMD                             | США             | Напівпровідники               | Graphic Remedy |
| Amobee                          | США             | Інтернет                      | Kontera Technologies |
| Apple                           | США             | Consumer electronics          | Anobit, PrimeSense |
| Applied Materials               | США             | Напівпровідники               | Orbot Instruments, Opal Technologies, Oramir Semiconductor |
| ARM Holdings                    | Велика Британія | Напівпровідники               | Sansa Security |
| AT&T                            | США             | Телекомунікації               | Interwise |
| Autodesk                        | США             | Програмне забезпечення        | R&D Center |
| Barclays                        | Велика Британія | Фінансові послуги             | R&D Center |
| Blackberry                      | Канада          | Телекомунікація               | WatchDox |
| BMC Software                    | США             | Програмне забезпечення        | New Dimension Software, Identify Software |
| Broadcom                        | США             | Напівпровідники               | VisionTech, M-Stream, Siliquent Technologies, Dune Networks, Percello, Provigent, SC Square                                                                          |
| ChemChina                       | КНР             | Хімічна галузь                | Makhteshim Agan |
| Citigroup                       | США             | фінансове обслуговування      | R&D Center |
| Cisco                           | США             | Телекомунікація               | CLASS Data Systems, HyNEX, Seagull Semiconductor, PentaCom, P-Cube, Riverhead Networks, Intucell, Sheer Networks, NDS Group                                          |
| Dassault Systèmes               | Франція         | Програмне забезпечення        | |
| Dell                            | США             | Комп'ютерні технології        | R&D center |
| Dropbox                         | США             | Інтернет                      | Cloudon (2015) |
| ebay                            | США             | Інтернет                      | Shopping.com, Fraud Sciences, The Gift Project |
| EMC                             | США             | Комп'ютерні технології        | Kashya, nLayers, proActivity, Illuminator, ZettaPoint, Cyota, XtremIO                                                                                                |
| Facebook                        | США             | Соц-мережі                    | Onavo, Pebbles Interfaces |
| Gemalto                         | Франція         | Програмне забезпечення        | |
| General Electric                | США             | Медичні Технології            | Атомний and MR бізнес Elscint, Diasonics Vingmed |
| General Motors                  | США             | Автомобілебодування           | |
| Google                          | США             | Інтернет                      | LabPixies, Quiksee, modu (тільки патенти), Waze |
| Harman International Industries | США             | Електроніка                   | Red Bend Software |
| HP                              | США             | Комп'ютерні технології        | Indigo Digital Press, Scitex Vision, Nur Macroprints, Mercury Interactive, Shunra                                                                                    |
| Huawei                          | КНР             | Телекомунікація               | |
| IBM                             | США             | Комп'ютерні технології        | Ubique, I-Logix, XIV, Guardium, Diligent Technologies, Storwize, Worklight, Trusteer Cloudigo                                                                        |
| ICAP                            | Велика Британія | Фінансові послуги             | Traiana |
| Infosys                         | Індія           | Інформаційні Технології       | Panaya |
| Intel                           | США             | Напівпровідники               | DSPC Envara, Comsys, InVision Biometrics, Telmap |
| Intuit                          | США             | Програмне забезпечення        | Check \|Porticor |
| Jain Irrigation Systems         | Індія           | Сільське господарство         | NaanDan Irrigation Systems |
| John Deere                      | США             | Сільське господарство         | |
| Johnson & Johnson               | США             | Медичні технології            | |
| Lenovo                          | КНР             | Consumer electronics          | |
| LG                              | Південна Корея  | Побутове техніка              | |
| Marvell Technology Group        | США             | Напівпровідники               | Galileo Technology |
| McAfee                          | США             | Програмне забезпечення        | |
| Merck Group                     | Німеччина       | Фармакологія, Медицина, Наука | R&D Center, Healthcare BioIncubator, ExploreBio Biotech Incubator, PMatX Incubator, QLight Nanotech, Wiliot, Metabomed, ARTSaVIT, Medisafe, Neviah Genomics, ChanBio |
| Micro Focus International       | Велика Британія | Програмне забезпечення        | NetManage |
| Microsoft                       | США             | Програмне забезпечення        | Maximal, Peach Networks, Whale Communications, Gteko, YaData, 3DV Systems                                                                                            |
| Monsanto                        | USS '           | Сільське господарство         | Rosetta Green (2013) |
| Motorola                        | США             | Телекомунікація               | Terayon, Bitband |
| Oracle                          | США             | Програмне забезпечення        | |
| Nestlé                          | Швейцарія       | Виробництво їжі               | Osem |
| PayPal                          | США             | Інтернет                      | |
| Philips                         | Нідерланди      | Медичні технології            | |
| Polycom                         | США             | Телекомунікаціяs              | |
| Qualcomm                        | США             | Напівпровідники               | |
| Red Hat                         | США             | Програмне забезпечення        | Qumranet |
| Samsung                         | Південна Корея  | Побутове Техніка              | Boxee |
| SanDisk                         | США             | Напівпровідники               | M-Systems |
| SAP                             | Німеччина       | Програмне забезпечення        | OFEK-Tech, TopTier Software, TopManage, A2i Gigya |
| Sears                           | США             | Рітейл                        | |
| SeaGate                         | США             | Комп'ютерні технологіє        | |
| Siemens                         | Німеччина       | Електроніка                   | |
| Sinokrot                        | Ізраїль         | Сільське Господарство         | Deyafa, Zadona |
| Software AG                     | Німеччина       | Програмне забезпечення        | |
| Sony                            | Японія          | Електроніка                   | Altair Semiconductor |
| Sun Pharmaceutical              | Індія           | Фармацевтика                  | Taro Pharmaceuticals |
| SingTel                         | Сінгапур        | Telecommunications            | |
| Syngenta                        | Швейцарія       | Сільське господарство         | Zeraim Gedera |